# 貓耳菊
貓耳菊（學名：Hypochaeris radicata），又名貓兒菊、貓葉菊、貓耳葉菊、假蒲公英猫儿菊，日本名為豚菜，是一種多年生的草本植物，一般在草地上發現。貓耳菊是歐洲的原生植物，但亦透過人工引入到美洲、日本、澳大利亞及紐西蘭，台灣以台中福壽山農場七月的貓耳菊花海為最壯觀。由於外形與蒲公英很相似，所以在英語地區又名假蒲公英。
貓耳菊整棵都可食用，不過，一般都只吃葉和根。葉的味道清淡，可以生吃、用來拌沙律、炒或蒸煮；由於老耳比較靭和多纖維，一般只食用嫩葉。有些品種的葉有苦味，但並不常見。另外，根部一般會焙乾，被用作咖啡的替代品。

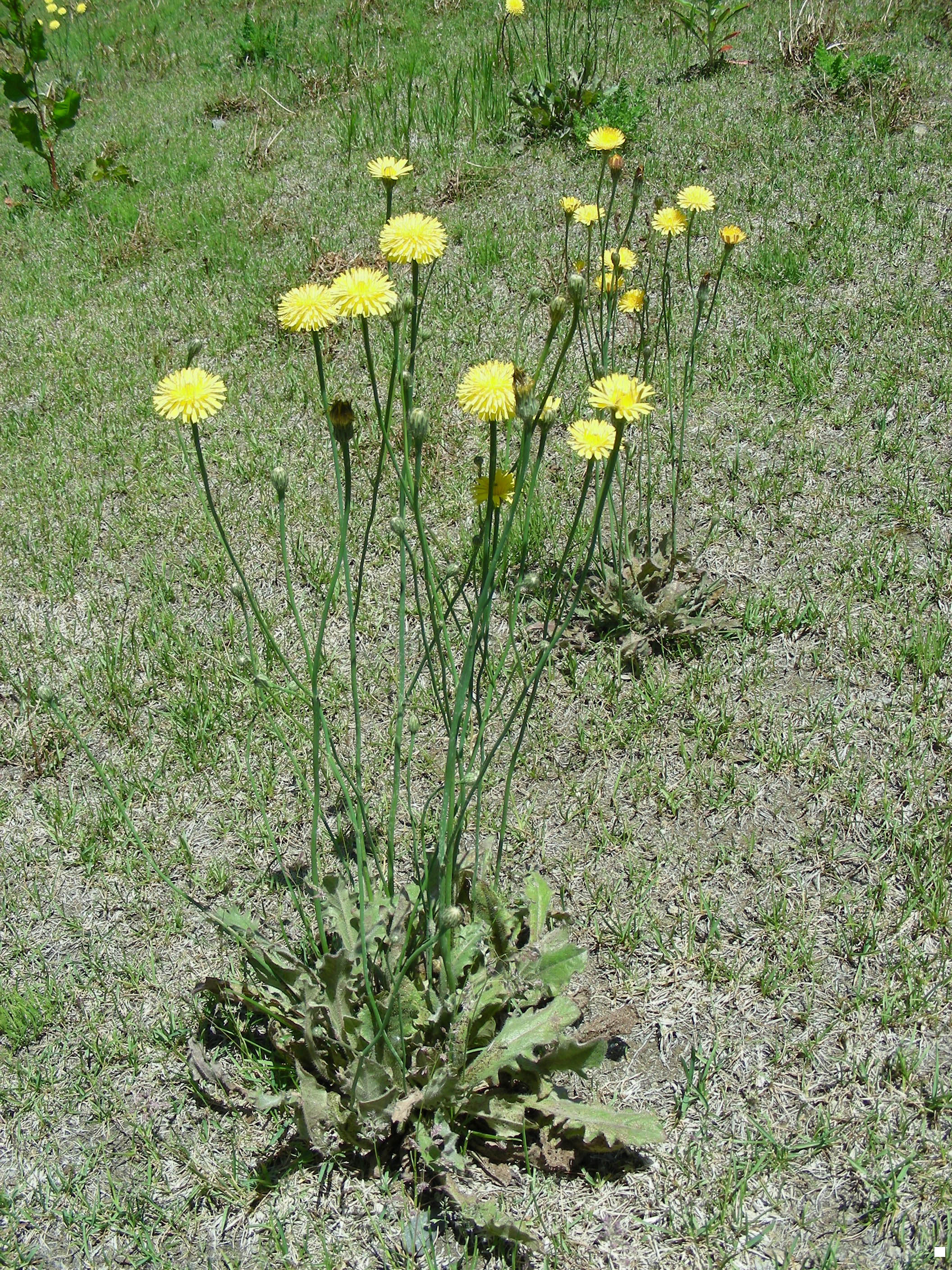